# هوندا اف‌سی‌ایکس
هوندا اف‌سی‌ایکس (به انگلیسی: Honda FCX) خودرویی است که از سال ۲۰۰۸ تاکنون توسط شرکت خودروسازی ژاپنی هوندا تولید شده‌است.
این خودرو در کلاس اندازه متوسط قرار گرفته و طراحی آن موتور جلو-محور جلو است.
موتور آن موتور الکتریکی است.